# CBS
CBS, Columbia Broadcasting System – stacja radiowa i telewizyjna w Stanach Zjednoczonych.

## Historia
CBS był jednym z trzech komercyjnych kanałów telewizyjnych dominujących w USA przed powstaniem telewizji kablowej. W epoce radia rozwinął się na tyle, by wykupić jednego ze swoich założycieli, Columbia Records, którego sprzedał wiele lat później firmie Sony.
25 września 1928 roku William S. Paley nabył United Independent Broadcasters Inc., czyli sieć szesnastu niezależnych stacji radiowych: WOR New Jersey, WEAN Providence, WNAC Boston, WFBL Syracuse, WMAK Buffalo-Lockport, WCAU Philadelphia, WJAS Pittsburgh, WADC Akron, WAIU Columbia, WKRC Cincinati, WGHP Detroit, WMAQ Chicago, KMOX St. Louis, WCAO Baltimore, KOIL Council Bluffs i WOWO Fort Wayne. Paley był producentem cygar La Palina i kupno stacji radiowych traktował jako sposób na reklamę swojego produktu w nowym, szybko rozwijającym się medium. Nowy właściciel zmienił ich nazwę na Columbia Broadcast System i stał się prezydentem przedsiębiorstwa.
15 grudnia 1928 roku Paley dokupił do swojej sieci stację WCBS z Nowego Jorku, uzyskując pokrycie sygnałem całego Wschodniego Wybrzeża USA. Planował konkurowanie z nadającą w całym kraju stacją NBC, jednak współpraca z West Coast American Broadcasting Company z Seattle okazała się porażką. Dopiero w 1929, dzięki umowie z Donem Lee, właścicielem regionalnych stacji na zachodzie USA, powstała stacja Columbia-Don Lee Network a CBS uzyskało status ogólnokrajowy.
Od 21 lipca 1931 roku laboratoria CBS prowadziły testy transmisji telewizyjnych. 1 lipca 1941 roku zaczęła oficjalnie nadawać stacja W2XAB. W 1951 roku zmieniono jej nazwę na WCBS i rozpoczęto nadawanie w kolorze.
W 1985 roku stację nieskutecznie próbował przejąć Ted Turner, właściciel powstającego wówczas CNN. W roku 2000 CBS zostało kupione przez Viacom Inc.
Od 3 grudnia 2012 kanały CBS są emitowane w Polsce.

## Programy obecnie nadawane przez CBS

### Informacyjne
- CBS Evening News (od 1952)
- Face the Nation (od 1954)
- CBS Morning News (od 1957)
- 60 Minutes (od 1968)
- 48 Hours (od 1988)
- Up to the Minute (od 1992)
- The Early Show (od 1997)
- Late Show with David Letterman
- The Late Late Show with James Corden
- The Price is Right

## Seriale obecnie emitowane

### Opery mydlane
- Żar młodości (od 1973)
- Moda na sukces (od 1987)

### Seriale dramatyczne
| Tytuł                          | Tytuł oryginalny     | Lata produkcji | Rodzaj                   | Status           |
| ------------------------------ | -------------------- | -------------- | ------------------------ | ---------------- |
| Agenci NCIS                    | NCIS                 | 2003-          | dramat kryminalny        | trwający         |
| Agenci NCIS: Los Angeles       | NCIS: Los Angeles    | 2009-          | dramat kryminalny        | trwający         |
| Zaprzysiężeni                  | Blue Bloods          | 2010-          | dramat kryminalny        | trwający         |
| Agenci NCIS: Nowy Orlean       | NCIS: New Orleans    | 2014-          | dramat                   | trwający         |
| Bull                           | Bull                 | 2016 -         | dramat prawniczy         | trwający         |
| MacGyver                       | MacGyver             | 2016 –         | dramat przygodowy, akcja | trwający         |
| Sprawa idealna                 | The Good Fight       | 2017 –         | dramat sądowy            | trwający         |
| Star Trek: Discovery           | Star Trek: Discovery | 2017-          | dramat                   | trwający         |
| S.W.A.T. – jednostka specjalna | S.W.A.T.             | 2017           | dramat kryminalny        | trwający         |
| Seal Team                      | Seal Team            | 2017           | dramat wojskowy          | trwający         |
| F.B.I.                         | F.B.I.               | 2018-          | dramat                   | sezon premierowy |
| Magnum: Detektyw z Hawajów     | Magnum               | 2018-          | dramat                   | trwający         |
| Blood & Treasure               | Blood & Treasure     | 2019-          | dramat akcji, przygodowy | trwający         |
| Evil (serial telewizyjny)      | Evil                 | 2019/2020      | dramat psychologiczny    | trwający         |
| FBI: Most Wanted               | FBI: Most Wanted     | 2020-          | dramat kryminalny        | trwający         |
| All Rise                       | All Rise             | 2019-          | dramat                   | trwający         |
| The Equalizer                  | The Equalizer        | 2020/2021      | dramat, thriller         | sezon premierowy |
| Clarice                        | Clarice              | 2020/2021      | dramat, thriller         | sezon premierowy |

### Seriale komediowe
| Tytuł               | Tytuł oryginalny            | Lata produkcji | Rodzaj  | Status           |
| ------------------- | --------------------------- | -------------- | ------- | ---------------- |
| Mamuśka             | Mom                         | 2013-          | komedia | trwający         |
| Młody Sheldon       | Young Sheldon               | 2017 –         | komedia | trwający         |
| No Activity         | No Activity                 | 2018 –         | komedia | trwający         |
| The Neighborhood    | Welcome to the Neighborhood | 2018-          | komedia | trwający         |
| Bob Hearts Abishola | Bob Hearts Abishola         | 2019-          | komedia | trwający         |
| The Unicorn         | The Unicorn                 | 2019-          | komedia | trwający         |
| B Positive          | The Unicorn                 | 2020-          | komedia | sezon premierowy |

#### Inne
- Footballowa Liga NFL

##### Reality shows
- Survivor
- The Amazing Race

### Opery mydlane dawniej emitowane
Guiding Light (1952−2009, w radiu 1937-1956)
As the World Turns (1956-2010)
Love of Life (1951-1980)
The Secret Storm (1954-1974)
The Brighter Day (1954–1962, w radiu 1948-1956)
Search for Tomorrow (1951-1986, NBC 1982–1986)
The Edge of Night (1956-1984, ABC 1975-1984)
The Brighter Day (1954–1962, w radiu 1948-1956)
Love Is a Many Splendored Thing (1967–1973)
Where the Heart Is (1969–1973)
Capitol (1982–1987)

### Seriale dawniej emitowane
| Tytuł                                | Tytuł oryginalny                    | Lata produkcji | Rodzaj                         | Ilość sezonów | Liczba odcinków |
| ------------------------------------ | ----------------------------------- | -------------- | ------------------------------ | ------------- | --------------- |
| Napisała: Morderstwo                 | Murder, She Wrote                   | 1984−1996      | kryminał                       | 12            | 256             |
| Tak, kochanie                        | Yes, Dear                           | 2000–2006      | komedia                        | 6             | 122             |
| Byle do przodu                       | Still Standing                      | 2002–2006      | komedia                        | 4             | 88              |
| Alex                                 | Courting Alex                       | 2006           | sitcom                         | 1             | 12              |
| Po dyżurze                           | Out of Practice                     | 2005−2006      | komedia                        | 1             | 22              |
| Diabli nadali                        | The King of Queens                  | 1998–2007      | sitcom                         | 9             | 207             |
| Krok od domu                         | Close to Home                       | 2005–2007      | dramat obyczajowy              | 2             | 44              |
| Nasza klasa                          | The Class                           | 2006–2007      | sitcom                         | 1             | 19              |
| 1300 gramów                          | 3 lbs                               | 2006           | dramat medyczny                | 1             | 8               |
| Witamy „U Kapitana”                  | Welcome to The Captain              | 2008           | komedia                        | 1             | 5               |
| Imprezowo                            | Swingtown                           | 2008           | dramat                         | 1             | 13              |
| Shark                                | Shark                               | 2006–2008      | serial obyczajowy              | 2             | 38              |
| Pod osłoną nocy                      | Moonlight                           | 2007–2008      | fantasy, horror, dramat        | 1             | 16              |
| Jerycho                              | Jericho                             | 2006–2008      | fantazy, dramat                | 2             | 29              |
| Rodzina Duque                        | Cane                                | 2007           | dramat                         | 1             | 13              |
| Najgorszy tydzień                    | Worst Week                          | 2008–2009      | sitcom                         | 1             | 16              |
| Bez śladu                            | Without a Trace                     | 2002–2009      | dramat policyjny, thriller     | 7             | 160             |
| Jednostka                            | The Unit                            | 2006–2009      | serial akcji, dramat, thriller | 4             | 69              |
| Wyspa Harpera                        | Harper’s Island                     | 2009           | horror, dramat sensacyjny      | 1             | 13              |
| Lista ex                             | The Ex List                         | 2008           | komedio-dramat                 | 1             | 13              |
| Jedenasta godzina                    | Eleventh Hour                       | 2008–2009      | dramat policyjny               | 1             | 18              |
| Szpital Three Rivers                 | Three Rivers                        | 2009–2010      | dramat medyczny                | 1             | 13              |
| Wzór                                 | Numb3rs                             | 2005–2010      | dramat kryminalny, thriller    | 6             | 118             |
| Nowe przygody starej Christine       | The New Adventures of Old Christine | 2006−2010      | sitcom                         | 5             | 88              |
| Miami Medical                        | Miami Medical                       | 2010           | dramat medyczny                | 1             | 13              |
| Zaklinacz dusz                       | Ghost Whisperer                     | 2005–2010      | dramat, fantazy, thriller      | 5             | 107             |
| Rozwodnik Gary                       | Gary Unmarried                      | 2008–2010      | sitcom                         | 2             | 37              |
| Dowody zbrodni                       | Cold Case                           | 2005–2010      | dramat policyjny               | 7             | 156             |
| Przypadek zgodny z planem            | Accidentally on Purpose             | 2009–2010      | sitcom                         | 1             | 18              |
| Medium                               | Medium                              | 2005–2011      | dramat, thriller               | 7             | 130             |
| Mad Love                             | Mad Love                            | 2011           | sitcom                         | 1             | 13              |
| Obrońcy                              | The Defenders                       | 2010–2011      | komedio-dramat                 | 1             | 18              |
| Zabójcze umysły: Okiem sprawcy       | Criminal Minds: Suspect Behavior    | 2011           | thriller, dramat               | 1             | 13              |
| Chaos                                | Chaos                               | 2011           | komedio-dramat                 | 1             | 13              |
| Jak ojciec coś palnie, to...         | $h*! My Dad Says                    | 2010–2011      | sitcom                         | 1             | 18              |
| Rob                                  | Rob                                 | 2012           | sitcom                         | 1             | 8               |
| NYC 22                               | NYC 22                              | 2012           | dramat kryminalny              | 1             | 13              |
| How to Be a Gentleman                | How to Be a Gentleman               | 2011–2012      | sitcom                         | 1             | 9               |
| A Gifted Man                         | A Gifted Man                        | 2011–2012      | dramat medyczny                | 1             | 16              |
| Punkt krytyczny                      | Flashpoint                          | 2008−2012      | dramat kryminalny              | 5             | 75              |
| CSI: Kryminalne zagadki Miami        | CSI: Miami                          | 2002–2012      | dramat kryminalny              | 10            | 232             |
| Made in Jersey                       | Made in Jersey                      | 2012           | dramat                         | 1             | 8               |
| CSI: Kryminalne zagadki Nowego Jorku | CSI: NY                             | 2004–2013      | dramat kryminalny              | 9             | 197             |
| Partnerzy                            | Partners                            | 2012–2013      | sitcom                         | 1             | 13              |
| Sposób użycia                        | Rules of Engagement                 | 2007–2013      | sitcom                         | 7             | 100             |
| Vegas                                | Vegas                               | 2012–2013      | dramat                         | 1             | 21              |
| Złoty chłopak                        | Golden Boy                          | 2013           | dramat kryminalny              | 1             | 13              |
| We Are Men                           | We Are Men                          | 2013           | komedia                        | 1             | 2               |
| Jak poznałem waszą matkę             | How I Met Your Mother               | 2005–2014      | komedia                        | 9             | 208             |
| Hostages: Zakładnicy                 | Hostages                            | 2013–2014      | dramat                         | 1             | 15              |
| Wywiad                               | Intelligence                        | 2013–2014      | dramat                         | 1             | 13              |
| Przereklamowani                      | The Crazy Ones                      | 2013–2014      | komedia                        | 1             | 22              |
| Inni mają lepiej                     | Friends With Better Lives           | 2014           | komedia                        | 1             | 8               |
| Bad Teacher                          | Bad Teacher                         | 2014           | komedia                        | 1             | 13              |
| Reckless                             | Reckless                            | 2014           | dramat prawniczy               | 1             | 13              |
| Unforgettable: Zapisane w pamięci    | Unforgettable                       | 2011–2014      | dramat                         | 3             | 48              |
| Mentalista                           | The Mentalist                       | 2008–2015      | dramat kryminalny              | 7             | 151             |
| The McCarthys                        | The McCarthys                       | 2014–2015      | komedia                        | 1             | 11              |
| Millerowie                           | The Millers                         | 2013–2015      | komedia                        | 2             | 34              |
| Dwóch i pół                          | Two and a Half Men                  | 2003-2015      | sitcom                         | 12            | 262             |
| Stalker.                             | Stalker                             | 2014–2015      | thriller psychologiczny        | 1             | 20              |
| Battle Creek.                        | Battle Creek                        | 2015-          | dramat kryminalny              | 1             | 13              |
| CSI: Kryminalne zagadki Las Vegas    | C.S.I.: Crime Scene Investigation   | 2000−2015      | dramat kryminalny              | 15            | 335             |
| Pod kopułą                           | Under the Dome                      | 2013–2015      | dramat                         | 3             | 39              |
| Extant                               | Extant                              | 2014–2015      | dramat, science fiction        | 2             | 26              |
| Angel from Hell.                     | Angel from Hell                     | 2016           | komedia                        | 1             | 5               |
| Żona idealna                         | The Good Wife                       | 2009–2016      | dramat                         | 7             | 156             |
| CSI: Cyber.                          | C.S.I.: Cyber                       | 2015–2016      | dramat kryminalny              | 2             | 31              |
| Supergirl                            | Supergirl                           | 2015–2016      | dramat, przeniesiony do The CW | 1             | 20              |
| Mike i Molly                         | Mike & Molly                        | 2010−2016      | sitcom                         | 6             | 125             |
| Impersonalni                         | Person of Interest                  | 2011–2016      | dramat                         | 5             | 103             |
| Limitless                            | Limitless                           | 2015–2016      | dramat, thriller               | 1             | 22              |
| Rush Hour                            | Rush Hour                           | 2016           | dramat                         | 1             | 13              |
| BrainDead                            | BraidDead                           | 2016           | thriller                       | 1             | 13              |
| American Gothic                      | American Gothic                     | 2016           | dramat                         | 1             | 13              |
| Doubt: W kręgu podejrzeń.            | Doubt                               | 2017 –         | dramat                         | 1             | 6               |
| Dwie spłukane dziewczyny             | 2 Broken Girls                      | 2011–2017      | komedia                        | 6             | 138             |
| Dziwna para                          | The Odd Couple                      | 2015–2017      | komedia                        | 3             | 38              |
| Zabójcze umysły: poza granicami      | Criminal Minds: Beyond Borders      | 2016–2017      | dramat kryminalny              | 2             | 26              |
| Czysty geniusz                       | Pure Genius                         | 2016           | dramat medyczny                | 1             | 13              |
| Training Day                         | Training Day                        | 2017 –         | dramat kryminalny, neo-noir    | 1             | 13              |
| The Great Indoors.                   | The Great Indoors                   | 2016 – 2017    | komedia                        | 1             | 22              |
| Zoo                                  | Zoo                                 | 2015–2017      | dramat, thriller               | 3             | 39              |
| Skorpion                             | Scorpion                            | 2014–2018      | dramat                         | 4             | 93              |
| Wisdom of the Crowd                  | Wisdom of the Crowd                 | 2017–2018      | dramat                         | 1             | 13              |
| Kevin Can Wait                       | Kevin Can Wait                      | 2016 – 2018    | komedia                        | 2             | 48              |
| Superior Donuts                      | Superior Donuts                     | 2017 – 2018    | komedia                        | 2             | 34              |
| 9JKL                                 | 9JKL                                | 2017 – 2018    | komedia                        | 1             | 16              |
| Me, Myself & I (serial telewizyjny)  | Me, Myself & I                      | 2017 – 2018    | komedia                        | 1             | 13              |
| Living Biblically (By the Book)      | Living Biblically                   | 2018           | komedia                        | 1             | 13              |
| Code Black                           | Code Black                          | 2015–2018      | dramat medyczny                | 3             | 47              |
| Okup                                 | Ransom                              | 2017           | dramat, thriller               | 3             | 39              |
| Ocaleni                              | Salvation                           | 2017 -2018     | dramat                         | 2             | 26              |
| Instinct                             | Instinct                            | 2018- 2019     | dramat kryminalny              | 2             | 24              |
| Dziwny anioł                         | Strange Angel                       | 2018–2019      | dramat                         | 2             | 17              |
| The Code                             | The Code                            | 2019           | dramat                         | 1             | 12              |
| Red Line                             | Red Line                            | 2019           | dramat                         | 1             | 8               |
| Teoria wielkiego podrywu             | The Big Bang Theory                 | 2007–2019      | sitcom                         | 12            | 269             |
| Scenki z życia                       | Life in Pieces                      | 2015–2019      | komedia                        | 4             | 73              |
| Happy Together                       | Happy Together                      | 2018–2019      | komedia                        | 1             | 13              |
| Fam                                  | Fam                                 | 2019           | dramat                         | 1             | 13              |
| Zabójcze umysły                      | Criminal Minds                      | 2005-2020      | dramat kryminalny              | 15            | 324             |
| Hawaii Five-0                        | Hawaii Five-0                       | 2010–2020      | dramat kryminalny              | 10            | 240             |
| Elementary                           | Elementary                          | 2012-2019      | dramat                         | 7             | 154             |
| Madam Secretary                      | Madam Secretary                     | 2014–2019      | dramat                         | 6             | 120             |
| God Friended Me                      | God Friended                        | 2018-2020      | dramat                         | 2             | 42              |
| Tata ma plan                         | Man with a Plan                     | 2016 – 2019    | komedia                        | 4             | 69              |
| Carol’s Second Act                   | Carol’s Second Act                  | 2019–2020      | komedia                        | 1             | 18              |
| Broke                                | Broke                               | 2020           | komedia                        | 1             | 13              |
| Tommy                                | Tommy                               | 2020           | dramat kryminalny              | 1             | 12              |